# Bornología vectorial
En matemáticas, especialmente en análisis funcional, se denomina bornología vectorial  a una bornología {\displaystyle {\mathcal {B}}} en un espacio vectorial {\displaystyle X} sobre un cuerpo {\displaystyle \mathbb {K} ,} (donde {\displaystyle \mathbb {K} } posee una bornología B{\displaystyle \mathbb {F} }), si {\displaystyle {\mathcal {B}}} convierte las operaciones del espacio vectorial en aplicaciones acotadas.

## Definiciones

### Requisitos previos
Una bornología en un conjunto {\displaystyle X} es una colección {\displaystyle {\mathcal {B}}} de subconjuntos de {\displaystyle X} que satisfacen todas las condiciones siguientes:
1. {\displaystyle {\mathcal {B}}} recubre {\displaystyle X;}, es decir, {\displaystyle X=\cup {\mathcal {B}}}
2. {\displaystyle {\mathcal {B}}} es estable bajo inclusiones; es decir, si {\displaystyle B\in {\mathcal {B}}} y {\displaystyle A\subseteq B,} entonces {\displaystyle A\in {\mathcal {B}}}
3. {\displaystyle {\mathcal {B}}} es estable bajo uniones finitas; es decir, si {\displaystyle B_{1},\ldots ,B_{n}\in {\mathcal {B}}} entonces {\displaystyle B_{1}\cup \cdots \cup B_{n}\in {\mathcal {B}}}

Los elementos de la colección {\displaystyle {\mathcal {B}}} se denominan {\displaystyle {\mathcal {B}}}-acotado o simplemente conjuntos acotados si se sobreentiende que {\displaystyle {\mathcal {B}}}.
El par {\displaystyle (X,{\mathcal {B}})} se denomina estructura acotada o conjunto bornológico.
Una base o sistema fundamental de una bornología {\displaystyle {\mathcal {B}}} es un subconjunto {\displaystyle {\mathcal {B}}_{0}} de {\displaystyle {\mathcal {B}}} tal que cada elemento de {\displaystyle {\mathcal {B}}} es un subconjunto de algún elemento de {\displaystyle {\mathcal {B}}_{0}.} Dada una colección {\displaystyle {\mathcal {S}}} de subconjuntos de {\displaystyle X,} la bornología más pequeña que contiene {\displaystyle {\mathcal {S}}} se llama bornología generada por {\displaystyle {\mathcal {S}}.}
Si {\displaystyle (X,{\mathcal {B}})} e {\displaystyle (Y,{\mathcal {C}})} son conjuntos bornológicos, entonces su bornología del producto sobre {\displaystyle X\times Y} es la bornología que tiene como base la colección de todos los conjuntos de la forma {\displaystyle B\times C,} donde {\displaystyle B\in {\mathcal {B}}} y {\displaystyle C\in {\mathcal {C}}.}
Un subconjunto de {\displaystyle X\times Y} está acotado en la bornología del producto si y solo si su imagen bajo las proyecciones canónicas sobre {\displaystyle X} e {\displaystyle Y} están acotadas.

Si {\displaystyle (X,{\mathcal {B}})} e {\displaystyle (Y,{\mathcal {C}})} son conjuntos bornológicos, entonces se dice que una función {\displaystyle f:X\to Y} es una aplicación localmente acotada o una aplicación acotada (con respecto a estas bornologías) si asigna subconjuntos acotados {\displaystyle {\mathcal {B}}} de {\displaystyle X} a subconjuntos acotados {\displaystyle {\mathcal {C}}} de {\displaystyle Y;}, es decir, si {\displaystyle f\left({\mathcal {B}}\right)\subseteq {\mathcal {C}}.} (078)
Si además {\displaystyle f} es una biyección y {\displaystyle f^{-1}} también está acotada, entonces {\displaystyle f} se denomina isomorfismo bornológico.

### Bornología vectorial
Sea {\displaystyle X} un espacio vectorial sobre un cuerpo {\displaystyle \mathbb {K} } donde {\displaystyle \mathbb {K} } tiene una bornología {\displaystyle {\mathcal {B}}_{\mathbb {K} }.}
Una bornología {\displaystyle {\mathcal {B}}} en {\displaystyle X} se llama bornología vectorial en {\displaystyle X} si es estable ante la suma de vectores, la multiplicación escalar y la formación de conjuntos equilibrados (es decir, si la suma de dos conjuntos acotados está acotada, etc.).
Si {\displaystyle X} es un espacio vectorial y {\displaystyle {\mathcal {B}}} es una bornología en {\displaystyle X,} entonces lo siguiente es equivalente:
1. {\displaystyle {\mathcal {B}}} es una bornología vectorial.
2. Las sumas finitas y los cascos equilibrados de conjuntos acotados por {\displaystyle {\mathcal {B}}} están acotados por {\displaystyle {\mathcal {B}}}[2]
3. La aplicación multiplicación escalar {\displaystyle \mathbb {K} \times X\to X} definida por {\displaystyle (s,x)\mapsto sx} y la aplicación suma {\displaystyle X\times X\to X} definida por {\displaystyle (x,y)\mapsto x+y,} están acotadas cuando sus dominios llevan sus bornologías producto (es decir, asignan subconjuntos acotados a subconjuntos acotados).[2]

Una bornología vectorial {\displaystyle {\mathcal {B}}} se llama bornología vectorial convexa si es estable bajo la formación de la envolvente convexa (es decir, la envolvente convexa de un conjunto acotado está acotada), entonces {\displaystyle {\mathcal {B}}.}
Y una bornología vectorial {\displaystyle {\mathcal {B}}} se llama separada si el único subespacio vectorial acotado de {\displaystyle X} es el espacio trivial de dimensión 0 {\displaystyle \{0\}.}
Por lo general, {\displaystyle \mathbb {K} } son números reales o complejos, en cuyo caso una bornología vectorial {\displaystyle {\mathcal {B}}} sobre {\displaystyle X} se llamará bornología vectorial convexa si {\displaystyle {\mathcal {B}}} tiene una base que consta de conjuntos convexos.

## Caracterizaciones
Supóngase que {\displaystyle X} es un espacio vectorial sobre el cuerpo {\displaystyle \mathbb {F} } de los números reales o de los complejos y {\displaystyle {\mathcal {B}}} es una bornología en {\displaystyle X.}
Entonces, los siguientes enunciados son equivalentes:
1. {\displaystyle {\mathcal {B}}} es una bornología vectorial.
2. La suma y la multiplicación escalar son aplicaciones acotadas.[1]
3. La envolvente equilibrada de cada elemento de {\displaystyle {\mathcal {B}}} es un elemento de {\displaystyle {\mathcal {B}}} y la suma de dos elementos cualesquiera de {\displaystyle {\mathcal {B}}} es nuevamente un elemento de {\displaystyle {\mathcal {B}}}[1]

## Bornología en un espacio vectorial topológico
Si {\displaystyle X} es un espacio vectorial topológico, entonces el conjunto de todos los subconjuntos acotados de {\displaystyle X} de una bornología vectorial en {\displaystyle X} llamada 'bornología de von Neumann {\displaystyle X}, bornología habitual , o simplemente la bornología de {\displaystyle X} y se la conoce como acotación natural.
En cualquier espacio vectorial topológico localmente convexo {\displaystyle X,} el conjunto de todos los discos acotados cerrados forma una base para la bornología habitual de {\displaystyle X.}.
A menos que se indique lo contrario, siempre se supone que los números reales o complejos están dotados de la bornología habitual.

## Topología inducida por una bornología vectorial
Supóngase que {\displaystyle X} es un espacio vectorial sobre el cuerpo {\displaystyle \mathbb {K} } de los números reales o los complejos y {\displaystyle {\mathcal {B}}} es una bornología vectorial sobre {\displaystyle X.}
Sea {\displaystyle {\mathcal {N}}} todos aquellos subconjuntos {\displaystyle N} de {\displaystyle X} que son convexos, equilibrados y bornívoros.
Entonces {\displaystyle {\mathcal {N}}} forma una base de entornos en el origen para una topología localmente convexa.

## Ejemplos

### Espacio localmente convexo de funciones acotadas
Sea {\displaystyle \mathbb {K} } el conjunto de los números reales o complejos (dotados de sus bornologías habituales), sea {\displaystyle (T,{\mathcal {B}})} una estructura acotada y denótese con {\displaystyle LB(T,\mathbb {K} )} el espacio vectorial de todas las aplicaciones valoradas en {\displaystyle \mathbb {K} } acotadas localmente en {\displaystyle T.}
Para cada {\displaystyle B\in {\mathcal {B}},} sea {\displaystyle p_{B}(f):=\sup \left|f(B)\right|} para todos los {\displaystyle f\in LB(T,\mathbb {K} ),} donde esto define una seminorma en {\displaystyle X.}
La topología del espacio vectorial topológico localmente convexo en {\displaystyle LB(T,\mathbb {K} )} definido por la familia de seminormas {\displaystyle \left\{p_{B}:B\in {\mathcal {B}}\right\}} se denomina topología de convergencia uniforme en un conjunto acotado.
Esta topología convierte a {\displaystyle LB(T,\mathbb {K} )} en un espacio métrico completo.

### Bornología de la equicontinuidad
Sea {\displaystyle T} un espacio topológico, sean {\displaystyle \mathbb {K} } los números reales o complejos, y sea {\displaystyle C(T,\mathbb {K} )} el espacio vectorial de todas las aplicaciones continuas con valores {\displaystyle \mathbb {K} } en {\displaystyle T.}
El conjunto de todos los subconjuntos equicontinuos de {\displaystyle C(T,\mathbb {K} )} forma una bornología vectorial en {\displaystyle C(T,\mathbb {K} ).}